# Pom Klementieff
Pom Klementieff (sinh ngày 3 tháng 5 năm 1986) là một nữ diễn viên và người mẫu người Pháp. Cô được đào tạo tại trường kịch Cours Florent ở Paris và xuất hiện trong các bộ phim của Pháp như The Easy Way (2008) và Sleepless Night (2011), trước khi ra mắt bộ phim Mỹ của cô trong Oldboy (2013).
Klementieff đã nhận được sự công nhận trên toàn thế giới với vai diễn Mantis trong các bộ phim của Vũ trụ Điện ảnh Marvel Guardians of the Galaxy Vol. 2 (2017), Avengers: Infinity War (2018) và Avengers: Endgame (2019), Thor: Love and Thunder (2022) và sắp tới là Guardians of the Galaxy Vol. 3 (2023).

## Danh sách phim

### Điện ảnh
| Năm  | Tựa đề                         | Vai            | Ghi chú   |
| ---- | ------------------------------ | -------------- | --------- |
| 2007 | Après lui                      | Emilie         |           |
| 2008 | The Easy Way                   | NHI            |           |
| 2009 | Loup                           | Nastazya       |           |
| 2009 | Pigalle, la nuit               | Sandra         |           |
| 2011 | Borderline                     | Naomi          |           |
| 2011 | Sleepless Night                | Lucy           |           |
| 2011 | Delicacy                       | Waitress       |           |
| 2011 | Love Lasts Three Years         | Julia          |           |
| 2011 | Silhouettes                    | Valerie        |           |
| 2012 | Radiostars                     | The pizza girl |           |
| 2012 | Porn in the Hood               | Tia            |           |
| 2012 | À l'ombre du palmier           | Le modèle      | Phim ngắn |
| 2012 | El Turrrf                      | Pom            | Phim ngắn |
| 2013 | Paris à tout prix              | Jess           |           |
| 2013 | Oldboy                         | Haeng-Bok      |           |
| 2014 | RossFit                        |                | Phim ngắn |
| 2015 | Hacker's Game                  | Loise          |           |
| 2016 | Seed                           | Cat            | Phim ngắn |
| 2017 | Ingrid Goes West               | Harley Chung   |           |
| 2017 | Newness                        | Bethany        |           |
| 2017 | Guardians of the Galaxy Vol. 2 | Mantis         |           |
| 2017 | Alteration                     | Elsa           | Phim ngắn |
| 2018 | Avengers: Cuộc chiến vô cực    | Mantis         |           |
| 2019 | Avengers: Endgame              | Mantis         |           |